# Оттава (плем'я)

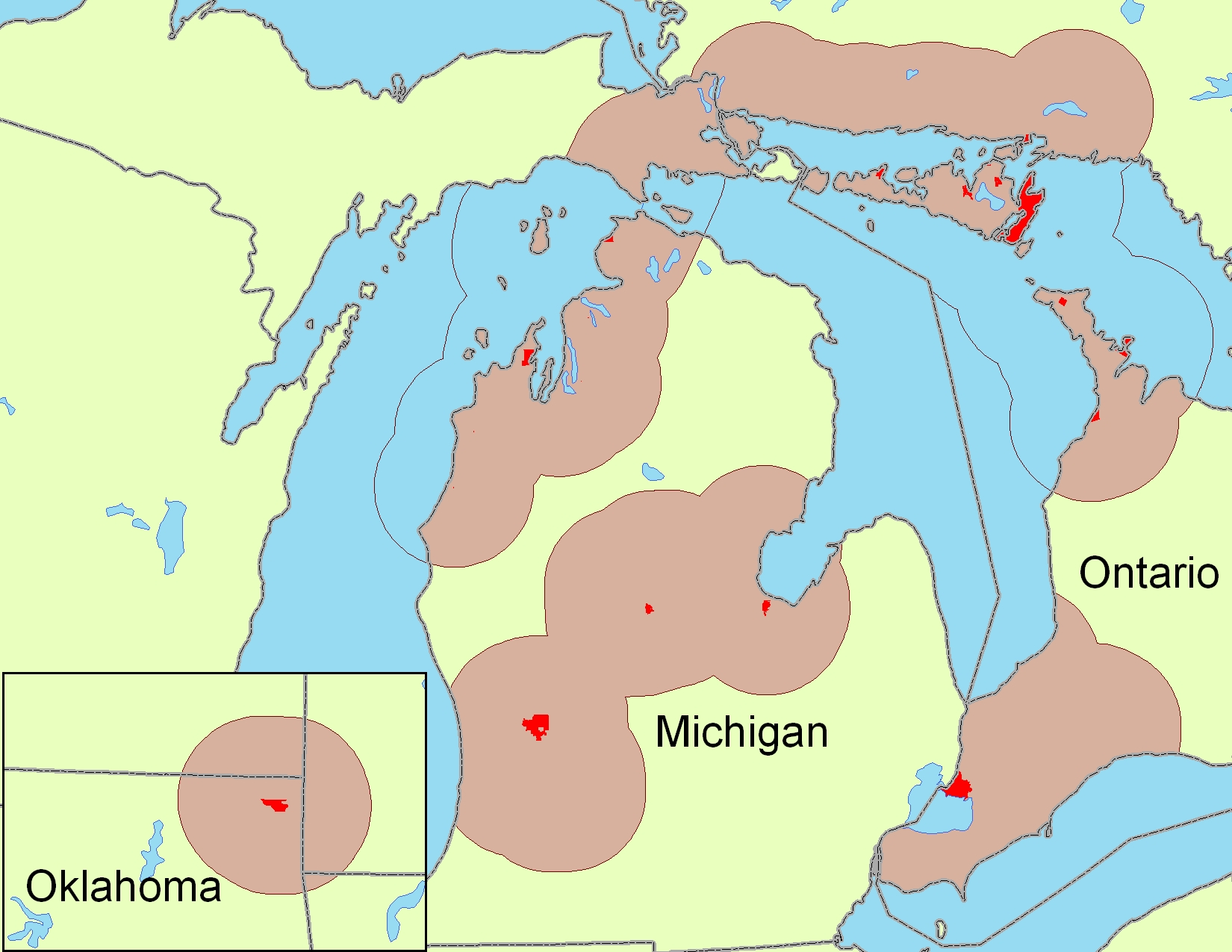
Колишні території та сучасні резервації

Оттава — індіанське плем'я, сімейства алгонкінів, що мешкає в Канаді та США.

## Назва та мова
Назва племені походить від алгонкінського слова «adawe», що означає «торгувати». Це свідчить про велику роль племені у торгівлі регіону. У часи французької колонізації оттава були основними партнерами французів у торгівлі хутром. Для французів усі племена алгонквінської мовної групи називалися оттава. Самоназва племені анішінабе, що означає «люди». Характерно, що племена оджибве також самоназиваються анішнінаабе, що може бути свідченням штучного виділення племені від оджибве європейцями. Разом з оджибве та потаватомі складали Раду трьох вогнів. Інші племна називали їх андатахоурат чи ондатоунвот (гурони), деваганга (могавки), адавак (пенобскоти), вегенгає чи вегеніс (ірокези), ватававінінівок (оджибве), вдово (абнакі). Їхня мова дуже близька до мови оджибва і майже ідентична потаватомі.

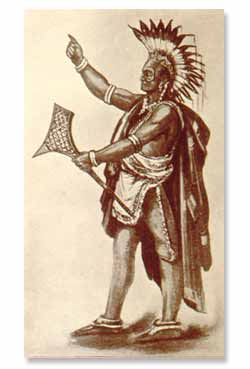
Воїн оттава

## Територія
Плем'я оттава прибуло на східний берег озера Гурон разом зі спорідненими племенами оджибве та потаватомі приблизно в 1400 році. Оттава осідає тут на гирлі Французької річки та великому острові на озері, тоді як інші племена рухалися далі. Плем'я згодом розселилося, проте острів Манітулін вони досі вважають своєю домівкою. Територія, яку зайняли оттава, була частиною шляху між Великими озерами та Атлантичним океаном. Індіанці використовували каное з кори берези, щоб контролювати цей шлях і торгувати. Протягом 1630-х оттава переселяються на острів Макіно. У цей час починаються їх війни з ірокезами, які закінчилися тим, що оттава покинули свій острів-домівку і розселилися на великій території. Деякі групи дійшли аж до Огайо, Вісконсина та Іллінойсу. У 1834 році уряд переселяє оттава і потаватамі на південний захід Айови, а потім у 1846-му в Канзас. Проте, переважна більшість оттави зараз мешкають на півночі Мічигану та південному Онтаріо.

## Населення
У XVII ст. оттава поділялися на п'ять частин — кейноуче (щука), кішкакон (ведмідь), насавекетон, сабл, сінаго (сіра білка). Плем'я ніколи не мало велику кількість людей (приблизно 8000 у XVII сторіччі до першого контакту з білими). Після прибуття європейців оттава мало постраждало він епідемій, оскільки вони не жили великими стоянками під час зими. У 1768 році британці нарахували 5000 індіанців у племені. Пізніше їх рахували разом з племенем оджибве, з якими вони були у дружніх стосунках. Сьогодні плем'я розпорошене по США та Канаді. Найбільші групи існують в Онтаріо (4000) та Мічигані (9000). Остання є одним із найбільших компактних поселень індіанців у США, що не визнані урядом.

## Культура та економіка
Оттава не лишила по собі значного культурного спадку, оскільки їхня культура майже ідентична більшим племенам оджибва та потаватамі. Плем'я стало відомим завдяки дуже тісним торговельним контактам з європейцями на початку колонізації. Плем'я торговців використало переваги, які вони змогли отримати від стосунків з французами. Вони сконцентрували на собі торгівлю інших алгонківських племен. Племена гуронів, що проживали на території, зайнятої французами, надавали оттава склади, а також захищали їх від ірокезів. Під час франко-ірокезьської війни 1687 року гурони та оттава діяли як посередники між племенами. Після уходу французів вплив оттава зменшується, що призвело до повстання під проводом вождя Понтіака.

## Історія

Понтіак курить люльку миру

Перша зустріч з французами відбулася у 1615 році. Їх зустрів дослідник Самюель де Шамплен у одному гуронському селищі. Оттава, що мали конфлікти з гуронами, до приходу французів, виріши примиритися з ними заради спільної справи — торгівлі хутром. Вони продали племені оджибва європейську зброю, що стало причиною переділу територій. Племена віннебаго з Вісконсина заборонили оттава торгувати з ними, оскільки ті продавали зброю їх ворогам. Коли оттава послали послів, щоб вирішити це питання, віннебаго убили їх і з'їли. За підтримки французів був укладений мир, за яким оттава мали переселитися на острів Макінак. На новому місці вони зіткнулися з племенем ассеган, яких оттава розбили і витіснили у нижній Мічиган. Ассегани не змирилися з поразкою і продовжували нападати на поселення оттава.
Під час окупації Квебеку британцями ірокези вирішили напасти на племена алгонкінів та монтаньє. Так почалися боброві війни. Після повернення французів, вони посилили свою присутність продажем вогнепальної зброї індіанцям. Проте голландці почали продавати гвинтівки ірокезам. Після серії поразок, оттава із залишками гуронів переселяються до оджибве, де отримують нові торгові контакти з племенем крі. Ірокези підписують договір з французами, що дає їм право на торгівлю. Біжанці оттава і гурони проживають на малій території, де індіанці винищили тварин, необхідних для торгівлі. Починається експансія на територію племені дакота. Без підтримки європейців, не маючи вогнепальної зброї, дакота відбиває напади. Під час переговорів з дакотою, оттава убивають посла і з'їдають його. За що дакота виловлює вождя однієї з частин оттава (сінаго) і спалює його живцем.
Новий губернатор французької Канади Жак-Ренед Данонвіль об'єднав племена для війни з ірокезами. Оттава відігравали у цьому об'єднанні важливу роль посередників і отримали разом з гуронським племенем вяндот назву «старші діти Ононтіо». Сполучені сили французів та індіанців завдали тяжкої поразки ірокезам на їхній батьківщині в околицях Нью-Йорку. На короткий момент у французьку колонію приходить мир. Великі поставки бобрового хутра обвалили ціни на європейських ринках. Оскільки цей бізнес більше не приносив грошей, Луї XIV прислухався до жалоб єзуїтів, що торгівля хутром — це зло для корінних американців, і видав закон, де заборонив купувати його. Французи швидко втратили через це підтримку у регіоні. Оттава починає торгувати з британцями, оскільки товари їх дешевші і кращої якості. Алгонкінські племена починають війну з дакота. Оттава, не зважаючи на зоборону французів, готує похід на дакота. Це розлютило племена міамі та вяндот. Вони вирішили напасти на оттава, але їх попередили потаватомі і вони завдали удару першими. Французи збирають племена навколо нового форту Детройт. Останніми запросили фоксів, територія Детройту для яких була батьківщиною. Оттава вимагають від французів забрати фоксів, але ті ігнорують вимогу. Починається перша (1712—1716) та друга (1728—1737) війна фоксів, які фактично були громадянськими війнами у французькій колонії.
Після воєн фоксів оттава стає домінуючим племенем у Детройті. Вони здійснюють набіги на дружніх британцям черокі та чикасо на півдні. Головним вождем оттави стає Понтіак. Він проводить кілька вдалих воєн з іншими племенами, рятує французький форт Дюкен від британської армії. Під час військової компанії при облозі форту Вільям Генрі воїни оттава підхоплюють віспу і приносять її у свої поселення. Віспа взимку 1757—1758 років зупинила війну між племенами і ослабила союзників французів. В результаті британці зайняли Квебек осінню 1759 року. Комісар у справах індіанців Вільям Джонсон пропонував продовжити справи у стилі французів, проте його випередив Джефрі Емгерст — командуючий військами у Північній Америці. Він скасував щорічні подарунки вождям і підняв ціни на товари і заборонив продавати порох. В результаті індіанці, що вже забули як робити стріли і полювати з луками, помирали від голоду навколо британських фортів. Голод і епідемії підготували ґрунт для повстання.

## Повстання Понтіака
У цей час у племені делаварів з'являється пророк Неолін, що проповідує відмову від торгівлі з європейцями і повернення до традиційних промислів. Його ідеї швидко поширюються серед племен. Делавари, хоч і належали до алгонкінів, не були у союзі з французами і не могли організувати повстання. Проте оттава могли. Вождь Понтіак, який окрім цивільної влади був ще й членом релігійного об'єднання Метай, посилає таємних посланців до племен Великих озер. У квітні 1763 року на річці Екорс оттава зібрали військову раду, на якій Понтіак заявив, що треба позбутися «собак, одягнених у червоне», тобто британців. Бойові дії почалися у травні. Індіанці захопили вісім з дванадцяти фортів на захід від Аппалач, а дев'ятий гарнізон покинув форт самостійно. При облозі Детройту Понтіак вирішив випускати векселі на корі берези із своїм знаком видри для придбання їжі. Кілька разів індіанці вдавалися до хитрощів, щоб захопити форт, проте британці кожного разу викривали їх.
Посланці до французів повернулися восени і порадили Понтіаку підписати мир. Він погодився на це і повернувся у своє поселення на зимівлю. У результаті повстання Джефрі Емгерста зняли з посади і знизили ціни на товари. Комісар зі справ індіанців зібрав велику конференцію племен, де за відсутності Понтіка був підписаний мир. Понтіак продовжував збройну боротьбу. Однак у 1765 році знову підписав мир. Закінчення боротьби вдарило по репутації Понтіака. Воїни оттава відкрито глузували з нього. На зібранні у 1766 Понтік посварився з вождем племені іллінойс Чорним Псом і поранив його. У квітні 1769 року племінник Чорного Пса убив п'яного Понтіака томагавком. Ходили чутки, що британці виставили пів літра віскі убивці. Після смерті вождя оттави інші племена на пошанування його пам'яті оголосили війну іллінойс. Понтіак був останнім великим вождем оттава. Після нього плем'я більше не змогло відродити свою славу.

## Вожді оттава
- Понтіак, керував повстанням індіанських племен проти англійців у XVIII ст.
- Егушева, здійсьнював військову підтримку англійців у війні з США кінця XVIII ст.
- Негвагон (або Маленьке Крило), вождь оттава Мічигана, що прийняв бік США у війні за незалежність США.